# Peritiba
Peritiba es un municipio brasileño del estado de Santa Catarina. Tiene una población estimada al 2022 de 2 992 habitantes. Pertenece a la Región metropolitana de Contestado.

## Toponimia
Peritiba es vocablo indígena que significa juncal, "lugar donde hay muchos junco". Del tupí pery: junco, una planta herbácea que habita terrenos húmedos; y tyba: gran cantidad, abundancia.

## Historia
La localidad pertenecía a la compañía Müller & Shen del municipio de Cruzeiro. Los primeros inmigrantes alemanes se establecieron en 1919, provenientes de Montenegro, Río Grande del Sur; más tarde llegaron migrantes italianos.
Su nombre original era Arroio dos Veados y, posteriormente Alto Veado, debido a la abundancia de ciervos en el lugar.
Fue elevada a villa y distrito de Piratuba en 1961, y se emancipó el 15 de agosto de 1963.
Debido al origen alemán de sus habitantes, aun perdura el dialecto Riograndenser Hunsrückisch.